# Derek Harvie
Derek Harvie est un producteur, scénariste et réalisateur canadien né le 7 avril 1971 à Deep River (Canada).

## Filmographie

### comme producteur
- 1999 : Tom Green: Road Kill (vidéo)
- 1999 : Tom Green: Endangered Feces (vidéo)
- 2000 : The Tom Green Show (série TV)
- 2000 : Night Calls: 411 (série TV)
- 2001 : Va te faire voir Freddy! (Freddy Got Fingered)
- 2001 : The Tom Green Cancer Special (TV)
- 2002 : Subway Monkey Hour (TV)
- 2002 : The Skateboard Show (TV)
- 2004 : Night Calls Hotline (série TV)
- 2005 : Jenna's American Sex Star (série TV)

### comme scénariste
- 1999 : Tom Green: Road Kill (vidéo)
- 1999 : Tom Green: Endangered Feces (vidéo)
- 2000 : The Tom Green Show Uncensored (vidéo)
- 2001 : Va te faire voir Freddy! (Freddy Got Fingered)
- 2001 : The Tom Green Cancer Special (TV)

### comme réalisateur
- 2001 : The Tom Green Cancer Special (TV)